# Sorocostia tholera
Sorocostia tholera är en fjärilsart som beskrevs av Turner 1925. Sorocostia tholera ingår i släktet Sorocostia och familjen trågspinnare. Inga underarter finns listade i Catalogue of Life.